# Елунинская культура
Елунинская культура — археологическая культура бронзового века, которая была распространена в равнинной части Алтая в эпоху развитой бронзы (первая половина II тыс. до н. э.). Выделена Ю. Ф. Кирюшиным.

## Материальная культура
Обнаружены как могильники так и поселения. Жилища были лёгкими небольшими наземными сооружениями площадью до 17 м². Умерших хоронили в грунтовых могильниках в скорченном положении, на левом боку, с согнутыми в коленях ногами и подогнутыми к лицу руками, тела посыпали красной охрой. В могилу клали одного человека, реже встречаются парные и коллективные усыпальницы. Погребальный инвентарь включает глиняные сосуды, орудия труда и оружие из камня, кости и бронзы; встречаются части туш домашних животных. На позднем этапе данной культуры появляется обряд кремации. Керамика представлена плоскодонными баночными сосудами украшенными рядами тесно поставленного гребенчатого штампа. Наконечники стрел, стерженьки для рыболовных крючков, ножи, шлифованные топоры изготавливали из камня. Наконечники стрел изготавливались также из кости. Ножи, кельты, копья сейминско-турбинного облика изготавливались из бронзы. Население занималось скотоводством при доминирующей роли коневодства. Охотилось на крупных животных таких как лось, важное место занимало рыболовство с использованием сетей.
Происхождение Елунинской культуры связывают с местным энеолитическим населением и пришлым, из юго-западных районов Средней Азии. Часть населения Елунинской культуры участвовала в сложении сейминско-турбинского межкультурного феномена, другая — вытеснена к северу носителями индоиранской андроновской культуры и участвовала в формировании кротовской культуры, оставшаяся вошла в состав одной из культур андроновского типа — фёдоровскую культуру.

## Антропология и палеогенетика
Антропологический состав населения елунинской культуры неоднороден и формируется как результат взаимодействия двух компонентов: в женской серии из промежуточного европеоидно-монголоидного, в мужской серии из пришлого европеоидного «средиземноморского». Мужчина из чемурчекского ритуального комплекса середины 3-го тыс. до н. э. на Монгольском Алтае имеет морфологические особенности, сближающие его с представителями популяций монголоидного расового ствола, и обнаруживает антропологическое сходство с носителями елунинской культуры.
МтДНК трёх младенцев с поселения елунинской культуры Берёзовая Лука в Алейском районе Алтайского края имеет восточноазиатскую митохондриальную гаплогруппу А. У двух представителей елунинской культуры определили Y-хромосомные гаплогруппы Q и C-M217.